# Дубенко, Николай Кириллович
Николай Кириллович Дубенко (17 апреля 1928 — 7 апреля 1983) — передовик советской угольной промышленности, бригадир проходческой бригады Шахтопроходческого управления № 6 треста «Луганскшахтопроходка», Герой Социалистического Труда (1957).

## Биография
Родился в 1928 году в селе Кострова Рыльского района ныне Курской области в семье колхозника.
Окончил 5 классов сельской школы. С 1943 по 1948 годы работал в колхозе. С 1948 года служил в Советской Армии в городе Ворошиловск (ныне — Алчевск) Ворошиловградской области Украинской ССР (ныне — Луганской области Украины).
После увольнения из Вооруженных Сил остался в Ворошиловградской области и до 1954 года работал бригадиром проходчиков на шахте «Родаково-Юрьевская». В 1954 году переведен на строительство шахты «Таловская № 2». С мая по ноябрь 1955 года работал бригадиром проходчиков на шахте «Суходольская № 1». С ноября 1955 года — бригадир проходчиков шахты «Самсоновская» № 1 треста «Ворошиловградшахтопроходка» Минуглепрома УССР.
Руководил первой в области бригадой по проходке вертикальных стволов. В июне 1956 года бригада Дубенко прошла и закрепила тюбингами 102 метра ствола, установив всесоюзный рекорд скоростного прохождения вертикальных стволов.
Указом Президиума Верховного Совета СССР от 26 апреля 1957 года за выдающиеся успехи в деле строительства предприятий угольной промышленности Дубенко Николаю Кирилловичу присвоено звание Героя Социалистического Труда с вручением ордена Ленина и золотой медали «Серп и Молот».
В 1958 году перешёл работать на шахту «Должанская», работал на агрегате «ПГ-3». Затем работал по проходке стволов на шахте «Молодогвардейская». В 1960 году переведен на шахту № 1-бис. В 1962 году был послан в спецкомандировку, после возвращения из которой работал на шахте имени Ф. П. Лютикова на стволах. Затем работал в шахтопроходческом управлении № 2 (ШПУ-2). Общий стаж работы в угольной промышленности — 22 года.
В 1970-е годы вышел на пенсию. Умер 7 апреля 1983 году.

## Награды
За трудовые заслуги был удостоен:
- золотая звезда «Серп и Молот» (26.04.1957)
- орден Ленина (26.04.1957)
- другие медали.